# Dear Mama
Dear Mama is een single van de Amerikaanse rapper 2Pac, uitgebracht op 21 februari 1995. Dit nummer is geschreven als eerbetoon aan de moeder van 2Pac, Afeni Shakur. "Dear Mama" was de eerste single van het album Me Against the World.

## Tracklist
1. Dear Mama - 4:41
2. Dear Mama (instrumental) - 5:21
3. Bury Me a G - 4:59
4. Dear Mama (Moe Z. remix) - 5:09
5. Dear Mama (Moe Z. remix instrumental) - 5:09
6. Old School - 4:59

## Charts
"Dear Mama" stond vijf weken lang bovenaan de HipHop en R&B lijst in de Verenigde Staten. In de Billboard Hot 100 bereikte de single de negende plaats, terwijl hij in totaal twintig weken in de lijst stond. In Engeland stond de single maar drie weken in de lijst, met de 27e plaats als hoogste positie. In Nederland kwam "Dear Mama" op 30 september 1995 de Top 40 binnen op de 37e plaats. Een week later zakte de single naar de 40e plaats en verdween nadien uit deze hitlijst.
| Chart (1995)     | Hoogste positie |
| ---------------- | --------------- |
| Verenigde Staten | 9               |
| Engeland         | 27              |
| Nederland        | 37              |

## NPO Radio 2 Top 2000
| Nummer met noteringen in de NPO Radio 2 Top 2000 | '15  | '16  | '17  | '18  | '19  | '20  | '21  | '22  | '23  | '24  |
| ------------------------------------------------ | ---- | ---- | ---- | ---- | ---- | ---- | ---- | ---- | ---- | ---- |
| Dear Mama                                        | 1248 | 1336 | 1196 | 1137 | 1306 | 1302 | 1365 | 1431 | 1321 | 1376 |

1. ↑  Een vetgedrukt getal geeft de hoogste notering aan.
2. ↑  2015 was het eerste jaar met een notering voor dit nummer.